# Episodi di Ocean Girl (quarta stagione)
La quarta stagione della serie televisiva Ocean Girl è stata trasmessa in anteprima in Australia da Network Ten tra il 17 novembre 1997 e il 22 dicembre 1997.
| nº | Titolo originale               | Titolo italiano | Prima TV Australia | Prima TV Italia |
| -- | ------------------------------ | --------------- | ------------------ | --------------- |
| 1  | Operation Sphinx               |                 | 17 novembre 1997   |                 |
| 2  | The Mysterious Pyramid         |                 | 18 novembre 1997   |                 |
| 3  | The Transport                  |                 | 19 novembre 1997   |                 |
| 4  | The Golden Ankh                |                 | 22 novembre 1997   |                 |
| 5  | Stranded in the Desert         |                 | 23 novembre 1997   |                 |
| 6  | The Lie Detector               |                 | 24 novembre 1997   |                 |
| 7  | The Bug                        |                 | 25 novembre 1997   |                 |
| 8  | A Wrong Friend                 |                 | 26 novembre 1997   |                 |
| 9  | The Hunt for the Golden Ankh   |                 | 27 novembre 1997   |                 |
| 10 | The History of the Whale Woman |                 | 28 novembre 1997   |                 |
| 11 | Cheat                          |                 | 1º dicembre 1997   |                 |
| 12 | Imprisoned in the Bunker       |                 | 2 dicembre 1997    |                 |
| 13 | Attempt at Revival             |                 | 3 dicembre 1997    |                 |
| 14 | The Snake Bite                 |                 | 4 dicembre 1997    |                 |
| 15 | A Spirit Appears               |                 | 5 dicembre 1997    |                 |
| 16 | Helen Learns the Laughter      |                 | 8 dicembre 1997    |                 |
| 17 | Mera Escapes to Earth          |                 | 9 dicembre 1997    |                 |
| 18 | The Race                       |                 | 10 dicembre 1997   |                 |
| 19 | The Attack                     |                 | 11 dicembre 1997   |                 |
| 20 | The Taking of Hostages         |                 | 12 dicembre 1997   |                 |
| 21 | The Red Virus                  |                 | 15 dicembre 1997   |                 |
| 22 | Before the Countdown           |                 | 16 dicembre 1997   |                 |
| 23 | The Countdown                  |                 | 17 dicembre 1997   |                 |
| 24 | The Ice Melts                  |                 | 18 dicembre 1997   |                 |
| 25 | The Blood Test                 |                 | 19 dicembre 1997   |                 |
| 26 | The Queen                      |                 | 22 dicembre 1997   |                 |